# Chloroclystis rectaria
Chloroclystis rectaria là một loài bướm đêm trong họ Geometridae.